# 安野光雅
安野 光雅（あんの みつまさ、1926年3月20日 - 2020年12月24日）は、日本の画家・装幀家・絵本作家。元美術教員。島根県鹿足郡津和野町出身。東京都小金井市在住。文化功労者。
40年以上にわたって描かれた代表作の1つ『旅の絵本』シリーズ全10冊のうち9冊までの累計発行部数は、152万部を記録している（2022年1月末時点）。

## 人物
子供の頃より画家になる夢を抱いていた。美術のみならず、科学・数学・文学などにも造詣が深く、豊かな知識と想像力を駆使して独創性あふれる作品を発表した。原色や派手な色をほとんど使わない淡い色調の水彩画で、細部まで書き込まれながらも落ち着いた雰囲気の絵を描く。
主な著書に、『ふしぎなえ』、『繪本平家物語』、『天動説の絵本』、『空想の絵本』、『ABCの本』、『旅の絵本』、『算私語録』、『空想工房』、『空想書房』、『わが友 石頭計算機』(『石頭コンピュータ』としてリメイクされている)など。
アンデルセンの原作を森鷗外が翻訳した『即興詩人』の熱心なファンで、舞台となったイタリアの紀行文『繪本即興詩人』を発表している。

## 略歴
1926年（大正15年）3月20日、島根県津和野町の旅館を営む家に生まれる。1940年（昭和15年）山口県立宇部工業学校（現・山口県立宇部工業高等学校）採鉱科に入学。1944年1月、宇部工業学校を繰り上げ卒業し、住友鉱山に就職して忠隈鉱業所（飯塚市）に務める。1945年4月に応召し、香川県王越村(現坂出市)にて上陸用舟艇の秘匿場建設に従事する。復員後の1946年、敗戦直後の混乱期に無資格のまま山口県徳山市（現・周南市）で小学校の教員を務める。のち山口師範学校（現・山口大学教育学部）研究科を修了し、1949年（昭和24年）に美術教員として上京する。約10年間三鷹市の三鷹市立第五小学校や明星学園や武蔵野市立第四小学校で教師を務めるかたわら、玉川学園出版部で本の装幀、イラストなどを手がけた。明星学園・国語部、教育科学研究会・国語部会などによる日本語指導（言語の教育）のテキスト『にっぽんご』シリーズの装幀も手がけたのもこの頃である。この小学校教諭時代の教え子に後の筑摩書房取締役の編集者・松田哲夫がおり、そのつながりで同社の多数の本の装丁をしている。数学者の藤原正彦も教え子であった。二紀会に所属していたが、食べるための仕事のために出品できなくなり、1960年代に退会した。
35歳のとき教師を辞して絵描きとして自立する。1968年（昭和43年）、42歳の時に刊行された最初の絵本『ふしぎなえ』(福音館書店)で絵本作家としてのデビューを果たす。『ふしぎなえ』は、1961年にフランスを旅したときに目にしたエッシャーの絵に大きな影響を受け不可能図形の不思議な世界を描き、世界中で評判となった代表作である。エッシャーからの影響についてはエッセイ「『ふしぎなえ』について」（「空想工房（平凡社）」）で自ら「エッシャーの作品に魅せられて呪いにかかった」旨を述べている。

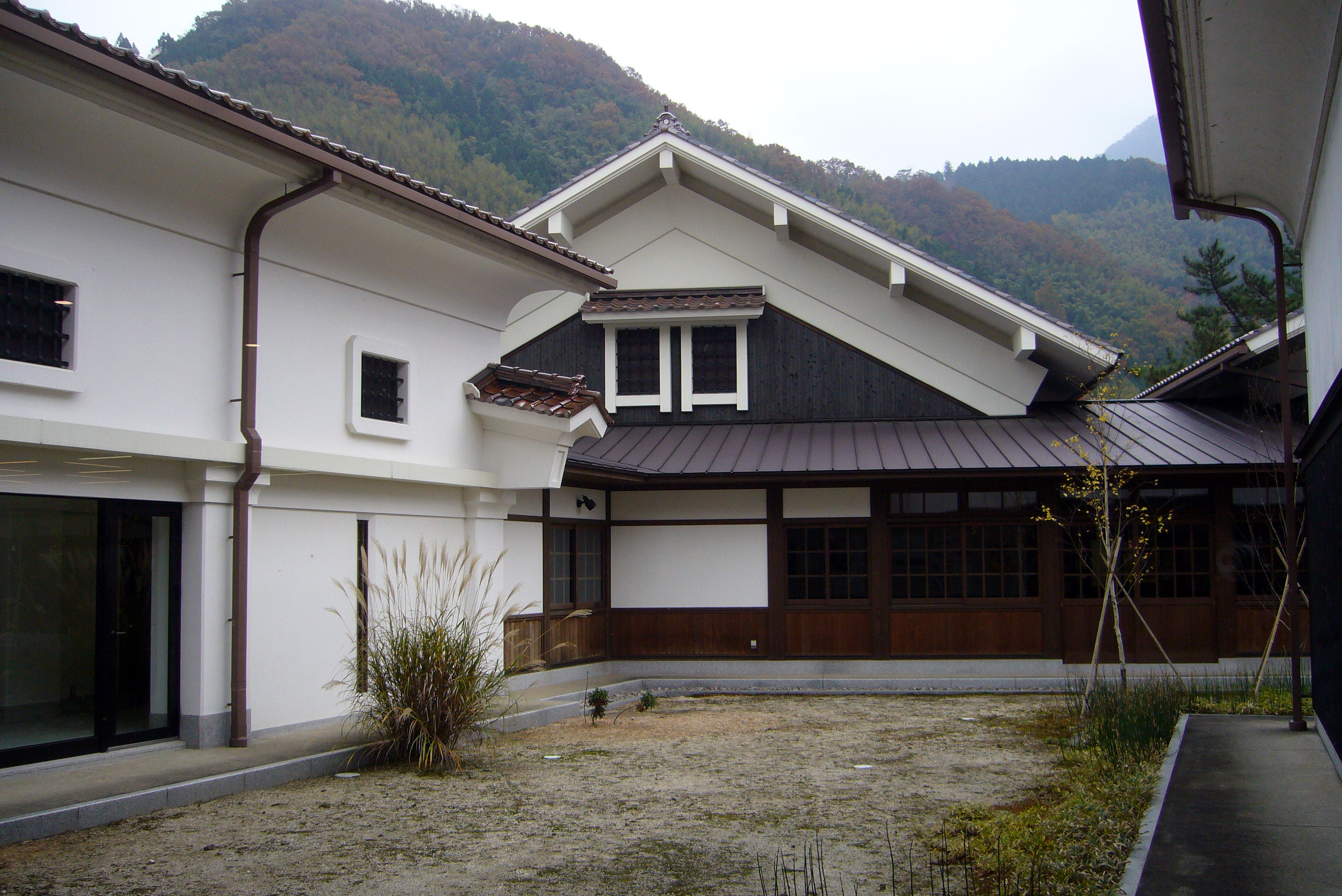
安野光雅美術館

その後、次第に世界的評価が高まり、絵本は世界各国で翻訳された。画家としても数多くの作品を発表し、司馬遼太郎の紀行文集『街道をゆく』の装画も担当した。文学にも詳しく、著述家としても活躍した。大阪府立国際児童文学館（1984年開館）のシンボルマークも担当した。
劇作家の井上ひさしが主宰する劇団こまつ座の宣伝美術を数多く手がけた。1996年からちくま文庫で刊行されたシェイクスピア戯曲の松岡和子による新訳シリーズでは、全巻の表紙画を描いている。
2001年の春、故郷の津和野町に多くの作品を常時展覧する「安野光雅美術館」が開館した。2011年の夏に神奈川近代文学館で、展覧会「安野光雅の世界」が開催された。2015年の夏には東京の東郷青児記念 損保ジャパン日本興亜美術館で、展覧会「旅の風景　安野光雅　ヨーロッパ周遊旅行」が開催された。2017年には京丹後市にも常設の美術館「森の中の家 安野光雅館」が開館した。
2020年12月24日、肝硬変のため死去した。94歳没。墓所は所沢市所沢聖地霊園。

## 受賞
1974年度芸術選奨新人賞、講談社出版文化賞、小学館絵画賞、ケイト・グリーナウェイ賞特別賞（イギリス）、ブルックリン美術館賞、ホーンブック賞、最も美しい50冊の本賞（以上、アメリカ）、1977年BIBゴールデンアップル賞（チェコスロバキア）、1978年、1980年ボローニャ国際児童図書展グラフィック大賞（イタリア）、1979年絵本にっぽん賞など、内外の数多くの児童書・美術の賞を受賞している。
1984年には、全業績に対し国際アンデルセン賞（国際児童図書評議会）を受賞した。1988年紫綬褒章。1997年勲四等旭日小綬章受章。2008年菊池寛賞受賞。2012年文化功労者。
囲碁も愛好し、囲碁雑誌の表紙絵を長く担当していた。2007年の大倉喜七郎賞を受賞した。

## 著作
1960年代
- 『小学校図画工作科指導細案 3・4年』 米倉正弘共著、明治図書出版、1960年
- 『小学校の図画工作』 米倉正弘、西光寺亨共著、明治図書出版、1961年
- 『たのしい木彫』 グラフ社〈手芸文庫〉、1965年
- 『ふしぎなえ』 福音館書店〈こどものとも〉、1968年
- 『イタリアのむかしばなし カナリア王子』 カルヴィーノ再話、安藤美紀夫訳、福音館書店、1969年 ／ 福音館書店〈福音館文庫〉、2008年
- 『かずくらべ』 西内久典ぶん、福音館書店〈かがくのとも〉、1969年
- 『さかさま』 福音館書店〈こどものとも〉、1969年

1970年代
- 『かず』 西内久典ぶん、福音館書店、1970年
- 『なかまはずれ』 福音館書店〈かがくのとも〉、1970年 ／ 遠山啓監修、福音館書店〈はじめてであうすうがくの本〉、1972年 ／ 『はじめてであうすうがくの絵本1』 福音館書店、1982年
- 『くらべてみよう』 福音館書店〈かがくのとも〉、1971年
- 『ふしぎなさーかす』 福音館書店〈こどものとも〉、1971年
- 『ふしぎなきかい』 福音館書店〈かがくのとも〉、1971年 ／ 遠山啓監修、福音館書店〈はじめてであうすうがくの本〉、1972年 ／ 『はじめてであうすうがくの絵本2』 福音館書店、1982年
- 『カットのエスプリ』 岩崎美術社〈双書・美術の泉〉、1972年
- 『くらべてかんがえる』 遠山啓監修、福音館書店〈はじめてであうすうがくの本〉、1972年 ／ 『はじめてであうすうがくの絵本2』 福音館書店、1982年
- 『かずのだんご』 遠山啓監修、福音館書店〈はじめてであうすうがくの本〉、1972年 ／ 『はじめてであうすうがくの絵本2』 福音館書店、1982年
- 『みずをかぞえる』 遠山啓監修、福音館書店〈はじめてであうすうがくの本〉、1972年 ／ 『はじめてであうすうがくの絵本2』 福音館書店、1982年
- 『ひっかかった春』 半村良文、フレーベル館〈こどもSF文庫〉、1972年
- 『さよならティンク』 鈴木妙子作、偕成社、1973年
- 『昔咄きりがみ桃太郎』 岩崎美術社、1973年 ／ 『きりがみ昔咄 桃太郎・舌切雀・花咲爺』 岩崎美術社〈双書・美術の泉〉、1980年
- 『わが友石頭計算機』 大伏茂之監修、ダイヤモンド社、1973年 ／ 文藝春秋〈文春文庫〉、1987年 ／ 『石頭コンピューター』 野崎昭弘監修、日本評論社、2004年
- 『じゅんばん』 福音館書店〈かがくのとも〉、1973年 ／ 『はじめてであうすうがくの絵本1』 福音館書店、1982年
- 『十のいましめ』 永井明文、女子パウロ会、1974年
- 『昔咄きりがみ舌切雀』 岩崎美術社、1974年 ／ 『きりがみ昔咄 桃太郎・舌切雀・花咲爺』 岩崎美術社〈双書・美術の泉〉、1980年
- 『昔咄きりがみ花咲爺』 岩崎美術社、1974年 ／ 『きりがみ昔咄 桃太郎・舌切雀・花咲爺』 岩崎美術社〈双書・美術の泉〉、1980年
- 『美しい数学 集合』 野崎昭弘監修、ダイヤモンド社、1974年
- 『アーコのおみまい』 大石真作、小学館、1974年
- 『ジムのおばけキャベツ』 ディヤングさく、白木茂やく、文研出版、1974年
- 『まよいみち』 福音館書店〈かがくのとも〉、1974年 ／ 『はじめてであうすうがくの絵本3』 福音館書店、1982年
- 『ふしぎなのり』 遠山啓監修、福音館書店〈はじめてであうすうがくの本〉、1974年 ／ 『はじめてであうすうがくの絵本1』 福音館書店、1982年
- 『もじあそび』 福音館書店〈はじめてであうすうがくの本〉、1974年
- 『まほうのくすり』 遠山啓監修、福音館書店〈はじめてであうすうがくの本〉、1974年 ／ 『はじめてであうすうがくの絵本3』 福音館書店、1982年
- 『きれいなさんかく』 遠山啓監修、福音館書店〈はじめてであうすうがくの本〉、1974年 ／ 『はじめてであうすうがくの絵本3』 福音館書店、1982年
- 『てんてん……』 遠山啓監修、福音館書店〈はじめてであうすうがくの本〉、1974年 ／ 『はじめてであうすうがくの絵本2』 福音館書店、1982年
- 『ABCの本 へそまがりのアルファベット』 福音館書店、1974年
- 『6月31日6時30分』 寺村輝夫作、童心社、1974年
- 『海っこの貝がら』 大野允子作、ポプラ社、1974年
- 『シンデレラ』 世界文化社〈ドレミファランド〉、1974年 ／ 世界文化社、2011年
- 『かぞえてみよう』 講談社、1975年
- 『きつねのざんげ』 千趣会〈千趣会ミニブックス〉、1975年 ／ 岩崎書店、1979年
- 『貝になった子ども』 松谷みよ子著、偕成社〈偕成社文庫〉、1975年
- 『あいうえおの本』 福音館書店、1976年
- 『手品師の帽子』 童心社、1976年 ／ 新潮社〈新潮文庫〉、1985年 ／ 筑摩書房〈ちくま文庫〉、1992年
- 『かげぼうし』 冨山房、1976年
- 『おおきなもののすきなおうさま』 講談社、1976年
- 『画集 野の花と小人たち』 岩崎書店、1976年 ／ 『ハンディー版 野の花と小人たち』 岩崎書店、1997年
- 『ひだりとみぎ』 福音館書店〈かがくのとも〉、1976年 ／ 『はじめてであうすうがくの絵本3』 福音館書店、1982年
- 『あけるな』 谷川俊太郎作、銀河社、1976年 ／ ブッキング、2006年
- 『きりがみのイラストレーション』 岩崎美術社〈双書・美術の泉〉、1976年
- 『がまの油 贋作まっちうりの少女』 岩崎書店、1976年
- 『旅のイラストレーション』 岩崎美術社〈双書・美術の泉〉、1977年
- 『旅の絵本』 福音館書店、1977年
- 『歌の絵本 日本の唱歌より』 芥川也寸志編、講談社、1977年
- 『もりのえほん』 福音館書店〈こどものとも〉、1977年
- 『安野光雅の画集 ANNO 1968-1977』 講談社、1977年
- 『きりがみ江戸いろは』 新泉社、1980年
- 『せいくらべ』 福音館書店〈かがくのとも〉、1978年 ／ 『はじめてであうすうがくの絵本1』 福音館書店、1982年
- 『子どもの季節』 岩崎書店、1978年
- 『ヨーロッパ・野の花の旅』 講談社、1978年
- 『旅の絵本 II』 福音館書店、1978年 ／ 2006年11月改訂版
- 『ゆうちゃんとこびと』 野長瀬正夫作、フレーベル館、1979年
- 『歌の絵本II 世界の唱歌より』 芥川也寸志編、講談社、1979年
- 『空想工房』 平凡社、1979年6月 ／ 文藝春秋〈文春文庫〉、1986年
- 『天動説の絵本 てんがうごいていたころのはなし』 福音館書店、1979年
- 『美の幾何学 天のたくらみ、人のたくみ』 伏見康治、中村義作共著、中央公論社〈中公新書〉、1979年 ／ 早川書房〈ハヤカワ文庫〉、2010年
- 『きりがみいろはかるた』 講談社、1979年

1980年代
- 『津和野』 岩崎書店、1980年 ／ 『ハンディー版 津和野』 岩崎書店、1997年
- 『魔法使いのABC』 安野雅一郎共著、童話屋、1980年
- 『話のイラストレーション』 岩崎美術社、1980年
- 『算私語録』 朝日新聞社、1980年 ／ 朝日新聞社〈朝日文庫〉、1985年
- 『狩人日記』 平凡社、1980年 ／ 文藝春秋〈文春文庫〉、1985年
- 『イタリアの丘』 朝日新聞社、1980年
- 『魔法使いのあいうえお』 安野雅一郎共著、童話屋、1980年
- 『ロマンチック街道』 講談社、1980年
- 『フランスの道』 朝日新聞社、1980年
- 『カルチャー・ライフの知恵』 堺屋太一、松本克美共著、新潮社、1980年
- 『九つの物語』 長谷川四郎著、青土社、1980年
- 『西洋古都』 岩崎書店、1981年
- 『安曇野』 文藝春秋、1981年
- 『ソナチネの木』 岸田衿子著、青土社、1981年
- 『10人のゆかいなひっこし』 童話屋〈美しい数学〉、1981年
- 『旅の絵本 III』 福音館書店、1981年
- 『らんぷと水鉄砲』 三木卓共著、新潮社、1981年 ／ 新潮社〈新潮文庫〉、1985年
- 『さよならさんかく』 講談社、1981年
- 『すうがく博物誌 上』 森毅著、童話屋〈美しい数学〉、1982年 ／ 『新装版 すうがく博物誌』 童話屋〈美しい数学〉、1995年
- 『ニュルンベルクの道画師 さし絵「中世の窓から」』 岩崎美術社〈双書・美術の泉〉、1982年
- 『対談 数学大明神』 森毅共著、日本評論社、1982年 ／ 新潮社〈新潮文庫〉、1986年 ／ 筑摩書房〈ちくま文庫〉、1992年 ／ 筑摩書房〈ちくま学芸文庫〉、2010年
- 『イギリスの村』 朝日新聞社、1982年
- 『すうがく博物誌 下』 森毅著、童話屋〈美しい数学〉、1982年 ／ 『新装版 すうがく博物誌』 童話屋〈美しい数学〉、1995年
- 『壺の中』 安野雅一郎作、童話屋〈美しい数学〉、1982年
- 『きりがみのイラストレーション』 岩崎書店〈双書・美術の泉〉、1982年
- 『安野光雅対談 ロジックの詩人たち』 平凡社、1982年
- 『起笑転結』 青土社、1983年 ／ 文藝春秋〈文春文庫〉、1988年
- 『アメリカの風』 朝日新聞社、1983年
- 『旅の絵本 IV』 福音館書店、1983年
- 『八十頁世界一周』 岩崎美術社〈双書・美術の泉〉、1983年
- 『街のイラストレーション』 岩崎美術社〈双書・美術の泉〉、1983年
- 『蚤の市』 童話屋、1983年
- 『赤いぼうし』 野崎昭弘文、童話屋〈美しい数学〉、1984年
- 『安野光雅装幀集』 岩崎書店、1984年
- 『算私語録 そのII』 朝日新聞社、1984年 ／ 朝日新聞社〈朝日文庫〉、1986年
- 『スペインの土』 朝日新聞社、1984年
- 『空想画房』 平凡社、1984年
- 『3びきのこぶた』 森毅文、童話屋〈美しい数学〉、1985年
- 『地球は日時計』 福音館書店〈たくさんのふしぎ〉、1985年
- 『裏道のスペイン』 文藝春秋、1985年
- 『中国の市場 北京/大同/洛陽/西安』 朝日新聞社、1986年
- 『中国の運河 蘇州/杭州/紹興/上海』 朝日新聞社、1986年
- 『黄金街道』 講談社、1986年 ／ 講談社〈講談社文庫〉、1994年
- 『噴版 惡魔の辭典』 なだいなだ、日高敏隆、別役実、横田順彌共著、平凡社、1986年 ／ 平凡社〈平凡社ライブラリー〉、1998年
- 『空想茶房 対談安野光雅』 平凡社、1986年
- 『エブリシング』 青土社、1987年 ／ 文藝春秋〈文春文庫〉、1994年
- 『中国故景』 中村愿文、岩崎美術社〈双書・美術の泉〉、1987年 ／ 『安野光雅のイラストレーション 中国故景』  岩崎美術社、2000年
- 『花』 杉本秀太郎文、岩崎美術社、1987年 ／ 岩崎書店、1995年
- 『いないいないばあのえほん』 童話屋、1987年
- 『絲綢の道はるか』 澤地久枝共著、文藝春秋、1987年
- 『算私語録 そのIII』 朝日新聞社、1987年 ／ 朝日新聞社〈朝日文庫〉、1990年
- 『きつねがひろったイソップものがたり1』 岩波書店、1987年
- 『きつねがひろったイソップものがたり2』 岩波書店、1987年
- 『安野光雅の異端審問』 森啓次郎共著、朝日新聞社、1988年 ／ 朝日新聞社〈朝日文庫〉、1994年
- 『にこにこかぼちゃ』 童話屋、1988年
- 『オランダの花』 朝日新聞社、1988年
- 『画文集 安野光雅の「ファーブル紀行」』 日本放送出版協会、1988年
- 『おめんのえほん』 童話屋、1989年
- 『読書画録』 講談社、1989年 ／ 講談社〈講談社文庫〉、1995年
- 『ZEROより愛をこめて』 暮しの手帖社、1989年 ／ 『君は大丈夫か ZEROより愛をこめて』 筑摩書房〈ちくま文庫〉、2008年
- 『三つの鏡 ミヒャエル・エンデとの対話』 ミヒャエル・エンデ、井上ひさし、河合隼雄共著、子安美知子編訳、朝日新聞社、1989年

1990年代
- 『黄昏のベニス』 文藝春秋、1990年
- 『スイスの谷』 朝日新聞社、1990年
- 『きつねがひろったグリム童話1 漁師とおかみさん』 岩波書店、1991年
- 『きつねがひろったグリム童話2 あっぱれ四人兄弟』 岩波書店、1991年
- 『空想書房』 平凡社、1991年
- 『安野光雅のスケッチブック』 日本航空文化事業センター、1991年
- 『オランダの画帖』 日本放送出版協会、1992年
- 『カリジェの世界 スイスの村の絵本作家』 日本放送出版協会、1992年
- 『安野光雅の新異端審問』 森啓次郎共著、朝日新聞社、1992年 ／ 『安野光雅の異端審問』 朝日新聞社〈朝日文庫〉、1994年
- 『ふしぎなたね』 童話屋〈美しい数学〉、1992年
- 『どうぶつたち』 まどみちお詩、美智子選・訳、すえもりブックス、1992年
- 『ドイツの森』 朝日新聞社、1993年
- 『文学の絵本 「ちくま日本文学全集」の装画』 筑摩書房、1993年
- 『マッチうりのクリスマス』 童話屋、1993年 ／ 安野光雅美術館、2004年改訂版
- 『ことば・把手・旅 暮しの中のデザイン』 天野祐吉共著、暮しの手帖社、1994年
- 『みちの辺の花』 杉本秀太郎文、講談社、1994年 ／ 講談社〈講談社学術文庫〉、2006年
- 『ニューイングランド 安野光雅のスケッチブック』 日本航空文化事業センター、1994年
- 『そこまでの空』 俵万智著、河出書房新社、1994年 ／ 『俵万智の贈り物 そこまでの空』 河出書房新社、1998年
- 『台湾小景 『街道をゆく』スケッチ集』 朝日新聞社、1995年
- 『安野光雅・文集1 蟻と少年』 筑摩書房、1995年
- 『安野光雅・文集2 わが谷は緑なりき』 筑摩書房、1995年
- 『安野光雅風景画を描く』 日本放送出版協会〈NHK趣味百科〉、1995年
- 『安野光雅・文集3 こころのふち』 筑摩書房、1995年
- 『安野光雅・文集4 ホテル・ヴェリエール』 筑摩書房、1995年
- 『安野光雅・文集5 空想犯』 筑摩書房、1995年 ／ 講談社〈講談社+α文庫〉、2001年
- 『安野光雅・文集6 手品の種』 筑摩書房、1995年
- 『繪本 平家物語』 講談社、1996年 ／ 『繪本 平家物語 カジュアル版』 講談社、2006年
- 『ペペロン村の四季』 毎日コミュニケーションズ、1996年
- 『ニューヨークの落葉 『街道をゆく』スケッチ集』 朝日新聞社、1996年
- 『散語拾語』 朝日新聞社、1996年 ／ 朝日新聞社〈朝日文庫〉、1999年
- 『カタロニア カザルスの海へ』 日本放送出版協会、1996年
- 『イタリアの陽ざし』 朝日新聞社、1997年
- 『あなたと読む恋の歌百首』 俵万智著、朝日新聞社、1997年
- 『画家たちの旅 スケッチノート』 平松礼二ほか共著、日本放送出版協会、1997年
- 『安野光雅きりえ百首 俵万智と読む恋の歌より』 日本放送出版協会、1997年
- 『スケッチ集 『街道をゆく』』 朝日新聞社、1997年
- 『生きることはすごいこと』 河合隼雄共著、講談社〈講談社ソフィア・ブックス〉、1998年 ／ 『人が、ついとらわれる心の錯覚』 講談社〈講談社+α文庫〉、2002年
- 『ふしぎなポケット』 まどみちお詩、美智子選・訳、すえもりブックス、1998年
- 『絵のまよい道』 朝日新聞社、1998年 ／ 朝日新聞社〈朝日文庫〉、2006年
- 『安野光雅のポスター』 岩崎書店、1998年
- 『繪本 シェイクスピア劇場』 松岡和子文、講談社、1998年
- 『めるへんいっぱいデンマーク紀行』 宮沢乃里子文、東京書籍、1999年
- 『ヨーロッパの街から村へ』 朝日新聞社、1999年
- 『空想の繪本』 講談社、1999年

2000年代
- 『日曜喫茶室 頭の特効薬』 はかま満緒共著、講談社、2000年
- 『おとぎの国の郵便切手』 岩崎書店、2000年
- 『故郷へ帰る道』 岩波書店、2000年
- 『安野光雅のイラストレーション 歌とおはなし』 岩崎美術社、2000年
- 『安野光雅のイラストレーション 旅ときりがみ』 岩崎美術社、2000年
- 『新編 算私語録』 朝日新聞社〈朝日文庫〉、2000年
- 『片想い百人一首』 筑摩書房、2000年 ／ 筑摩書房〈ちくま文庫〉、2007年
- 『物語の街から村へ』 朝日新聞社、2001年
- 『歌の風景』 講談社、2001年
- 『ヨーロッパ・絵はがき風味』 岩崎書店、2001年
- 『ねがいは「普通」』 佐藤忠良共著、文化出版局、2002年 ／ 『若き芸術家たちへ ねがいは「普通」』 中央公論新社〈中公文庫〉、2011年
- 『天は人の上に人をつくらず』 童話屋〈小さな学問の書〉、2001年
- 『職人たちの春』 講談社、2002年
- 『サヨナラだけが人生だ』 高橋源一郎、髙山文彦共著、恒文社21、2002年
- 『昔の子どもたち』 日本放送出版協会、2002年
- 『村の広場』 朝日新聞社、2002年
- 『絵本 即興詩人』 講談社、2002年 ／  『「即興詩人」の旅』 講談社〈講談社+α文庫〉、2009年
- 『旅の絵本 V』 福音館書店、2003年
- 『絵のある人生 見る楽しみ、描く喜び』 岩波書店〈岩波新書〉、2003年
- 『青春の文語体』 筑摩書房、2003年
- 『旅の絵本 VI』 福音館書店、2004年
- 『絵とイマジネーション』 日本放送出版協会〈NHK人間講座〉、2004年 ／ 『絵の教室』 中央公論新社〈中公新書〉、2005年
- 『安野光雅のいかれたカバン』 世界文化社、2005年
- 『ついきのうのこと 続・昔の子どもたち』 日本放送出版協会、2005年
- 『大志の歌 童話の学校校歌・寮歌』 童話屋、2005年
- 『繪本 歌の旅』 講談社、2005年
- 『雲の歌 風の曲』 森ミドリ曲、岩崎書店、2005年
- 『世にも美しい日本語入門』 藤原正彦共著、筑摩書房〈ちくまプリマー新書〉、2006年
- 『空想亭の苦労咄』 筑摩書房、2006年
- 『ポールと小鳥』 朝倉勇 著 童話屋、2006年
- 『サンタクロースのふくろのなか』 童話屋、2006年
- 『安野光雅 風景画を描く』 日本放送出版協会、2006年
- 『繪本 三國志』 朝日新聞出版、2008年 ／ 『新編 繪本 三國志』 朝日新聞出版、2010年
- 『あいうえおみせ』 福音館書店〈こどものとも〉、2008年
- 『語前語後』 朝日新聞出版、2008年
- 『木のぼりの詩』 日本放送出版協会、2008年
- 『風景と出会い』 丸善、2009年
- 『三国志談義』 半藤一利共著、平凡社、2009年　文春文庫、2015
- 『旅の絵本 VII』 福音館書店、2009年
- 『明日香村』 日本放送出版協会、2009年

2010年代
- 『三國志逍遥』 中村愿著、山川出版社、2010年
- 『繪本 仮名手本忠臣蔵』 朝日新聞出版、2010年
- 『日本のふるさと奈良』 産経新聞出版、2010年
- 『口語訳即興詩人』 森鷗外文語訳、山川出版社、2010年
- 『『史記』と日本人』 半藤一利、中村愿共著、平凡社、2011年
- 『絵のある自伝』 文藝春秋、2011年
- 『旅の絵本 VIII』 福音館書店、2013年
- 『会えてよかった』 朝日新聞出版、2013年
- 『旅の絵本 IX』 福音館書店、2018年

編集
- 『にほんご』 大岡信、谷川俊太郎、松居直共編、福音館書店、1979年
- 『子どもの美術』全6冊 佐藤忠良共編、現代美術社、1979年 ／ 上巻・下巻 1983年新訂版
- 『まるいちきゅうのまるいちにち』 エリック・カール、レイモンド・ブリッグス、ニコライ・ポポフ、林明子、ジャン・カルビ、レオ&ダイアン・ディロン、朱成梁、ロン・ブルックス絵、童話屋、1986年
- 『ちくま文学の森』 森毅, 井上ひさし, 池内紀共編、筑摩書房、1988年～1989年 ／ 筑摩書房〈ちくま文庫〉、2010年～2011年
- 『ちくま哲学の森』 鶴見俊輔, 森毅, 池内紀, 井上ひさし共編、筑摩書房、1989年～1990年 ／ 筑摩書房〈ちくま文庫〉、2011年～
- 『日本の名随筆 89 数』 作品社、1990年
- 『中野好夫エッセイ集 悪人礼賛』 筑摩書房〈ちくま文庫〉、1990年
- 『燐寸文学全集』 池内紀共編、筑摩書房、1993年
- 『新　ちくま文学の森』 森毅, 井上ひさし, 池内紀共編、筑摩書房、1994年～1995年

解説
- 藤原正彦著『心は孤独な数学者』

挿画・表紙
- 月刊雑誌『数理科学』の表紙(1968-1977)
- 週刊朝日「街道をゆく」(1991/8-1996/3)
- 『週刊朝日』の表紙(1997-1999)

装丁
- 『にっぽんご』シリーズ（明星学園・国語部著、むぎ書房）
- ハンセン病文学全集

ブックカバー用イラスト
- 自由書房（岐阜県）新書・文庫用と単行本用の二種類　※2020年に閉店

## 交友関係者
- 村松武司(詩人・編集者)
- 遠山啓(数学者)
- 清水達雄(数学者)
- 野崎昭弘(数学者)
- 森毅(数学者)
- 司馬遼太郎(小説家)
- 佐藤忠良(彫刻家)
- 澤地久枝(小説家)
- 河合隼雄(心理学者)
- 日高敏隆(動物行動学者)
- 杉本秀太郎(小説家)
- 吉田直哉(NHK)
- 吉田信行(産経新聞)

## 関連文献
- 『安野光雅』 村松武司編、すばる書房〈絵本作家文庫〉、1977年
- 『日本の童画 13 安野光雅/太田大八/堀内誠一』 第一法規出版、1981年
- 鳥越信編『絵本の歴史をつくった20人』 創元社、1993年
- 上笙一郎『日本の童画家たち』 くもん出版〈くもん選書〉、1994年／平凡社ライブラリー、2006年
- 小西正保『絵本と画家との出会い』 日本エディタースクール出版部、1998年
- 『安野光雅の世界 1974→2001』 平凡社〈別冊太陽〉、2001年
- 『安野光雅』 山川出版社〈山川MOOK〉、2011年8月
- 『ユリイカ 詩と批評　総特集安野光雅』2021年7月臨時増刊号、青土社
- 『はじめてであう 安野光雅』新潮社〈とんぼの本〉、2023年10月